# Armação
Armação (portugisiska: Praia da Armação do Pântano do Sul, Praia da Armação) är en ort i Brasilien.   Den ligger i kommunen Florianópolis och delstaten Santa Catarina, i den södra delen av landet, 1 300 km söder om huvudstaden Brasília. Armação ligger 4 meter över havet och antalet invånare är 2 500. Den ligger på ön Ilha de Santa Catarina. Armação ligger vid sjön Lagoa do Peri.
Terrängen runt Armação är kuperad åt sydväst, men åt nordost är den platt. Havet är nära Armação åt sydost.Trakten är tätbefolkad. Närmaste större samhälle är Florianópolis, 17,5 km norr om Armação. 